# القمة العربية الإسلامية الاستثنائية 2023
القمة العربية الاسلامية الاستثنائية 2023 هي قمة طارئة مشتركة بين دول جامعة الدول العربية ودول منظمة التعاون الاسلامي، وعُقدت القمة يوم السبت 11 نوفمبر 2023 بمدينة الرياض عاصمة المملكة العربية السعودية برئاسة الأمير محمد بن سلمان آل سعود ولي العهد رئيس مجلس الوزراء بالمملكة العربية السعودية نيابة عن الملك سلمان بن عبدالعزيز آل سعود ملك المملكة العربية السعودية؛ وذلك لبحث تطورات العدوان الإسرائيلي على قطاع غزة.

## المشاركين
1- الأمير محمد بن سلمان آل سعود ولي العهد رئيس مجلس الوزراء بالمملكة العربية السعودية (رئيس الاجتماع).
2- الملك عبدالله الثاني بن الحسين ملك المملكة الاردنية الهاشمية.
3- الرئيس عبدالفتاح السيسي رئيس جمهورية مصر العربية.
4- الشيخ تميم بن حمد اّل ثاني أمير دولة قطر.
5- الرئيس بشار الأسد رئيس الجمهورية العربية السورية.
6- الرئيس الدكتور عبداللطيف رشيد رئيس جمهورية العراق.
7- الرئيس محمود عباس رئيس دولة فلسطين.
8- الشيخ مشعل الأحمد الصباح ولي عهد دولة الكويت.
9- الأمير سلمان بن حمد اّل خليفة ولي العهد رئيس مجلس الوزراء بمملكة البحرين.
10- الدكتور السيد إبراهيم رئيسي رئيس الجمهورية الاسلامية الايرانية.
11- الرئيس رجب طيب أردوغان رئيس جمهورية تركيا.
12- الشيخ منصور بن زايد اّل نهيان نائب رئيس الدولة نائب رئيس مجلس الوزراء رئيس ديوان الرئاسة بدولة الامارات العربية المتحدة.
13- الرئيس الدكتور حسن شيخ محمود رئيس جمهورية الصومال.
14- الرئيس محمد ولد الشيخ رئيس جمهورية موريتانيا.
15- الرئيس اسماعيل عمر اسماعيل جيلي رئيس جمهورية جيبوتي.
16- الرئيس غزالي عثماني رئيس جمهورية القمر المتحدة.
17- الرئيس عبدالفتاح البرهان رئيس مجلس السيادة الانتقالي بجمهورية السودان.
18- الرئيس محمد يونس المنفي رئيس المجلس الرئاسي الليبي.
19- الرئيس الدكتور رشاد محمد العليمي رئيس مجلس القيادة الرئاسي بجمهورية اليمن.
20- الرئيس محمد ادريس رئيس جمهورية تشاد.
21- الرئيس إمام علي رحمن رئيس جمهورية طاجيكستان.
22- الرئيس بولا أحمد رئيس جمهورية نيجيريا الاتحادية.
23- الرئيس صدير جباروف رئيس جمهورية قرغيزستان
24- الرئيس عمر سيسوكو أمبالو رئيس جمهورية غينيا.
25- الرئيس جوكو ويدودو رئيس جمهورية اندونيسيا.
26- الرئيسة الدكتورة سامية صلحو حسن رئيسة جمهورية تنزانيا المتحدة.
27- الرئيس ماكي سال رئيس جمهورية السنغال.
28- نجيب ميقاتي رئيس وزراء جمهورية لبنان.
29- عزيز أخنوش رئيس وزراء المملكة المغربية.
30- أنوار الحق كاكار رئيس وزراء جمهورية باكستان الاسلامية.
31- انور ابراهيم رئيس وزراء مملكة ماليزيا.
32- آبي أحمد علي رئيس وزراء جمهورية إثيوبيا الاتحادية الديموقراطية.
33- عبدالله اريبوف رئيس وزراء جمهورية اوزبكستان.
34- علي الأمين زين رئيس وزراء جمهورية النيجر.
35- مراد نورتليو نائب رئيس مجلس الوزراء وزير الخارجية بجمهورية كازاخستان.
36- السيد بدر بن حمد البوسعيدي وزير خارجية سلطنة عمان.
37- داتو ايروان بيهين يوسف وزير الخارجية الثاني بسلطنة بروناي.
38- عبد الله شاهد وزير خارجية جمهورية المالديف.

## بيان القمة العربية الإسلامية
وقف إطلاق النار والحرب على غزة.
1 . إطلاق كافة الرهائن من قطاع غزة
2 . الدعوة لعقد مؤتمر دولي للسلام.
3 . شبكة الأمان المالي تدعم شعب فلسطين.
4  . رفض فصل قطاع غزة عن الضفة الغربية.
5 . عدم إيجاد حل عادل فاقم الأوضاع.
6 . لا سلام إقليمي بتجاوز قضية فلسطين.
7 . كسر الحصار على غزة وإدخال مساعدات.
8 . دولة فلسطينية كاملة السيادة على خطوط 1967.
9 . تجسيد استقلال دولة فلسطين.